# Bruce Friedrich
Bruce Gregory Friedrich (West Lafayette, 7 augustus 1969) is mede-oprichter en directeur van het Good Food Institute (GFI) een non-profitorganisatie die plantaardige en cellulaire alternatieven voor dierlijke producten promoot. Hij is ook mede-oprichter van New Crop Capital, een investeringsmaatschappij voor duurzame eiwitten. Friedrich werkte eerder voor PETA en Farm Sanctuary .

## Jeugd en onderwijs
Friedrich deed in 1987 eindexamen aan de Norman High School in Norman, Oklahoma. In 1996 studeerde Friedrich als lid van Phi Beta Kappa af aan Grinnell College met een BA in Engels, Economie en Religie. Hij behaalde diploma's aan de Johns Hopkins Universiteit en de London School of Economics, en behaalde zijn rechtendoctoraat aan het Georgetown University Law Centre, waar hij magna cum laude afstudeerde.

## Carrière
Friedrich was vier jaar lang beleidsdirecteur bij Farm Sanctuary. Daarvoor werkte hij 15 jaar bij PETA. Als Head of Public Campaigns leidde hij veel van de meest spraakmakende campagnes van de organisatie. De meest opvallende was uit het begin van de jaren 2000 toen hij en PETA het voetbalteam van Green Bay Packers probeerden te overtuigen om de naam te veranderen, die was ontstaan uit een ter ziele gegane vleesverpakkingsfabriek in de omgeving van Green Bay, maar die campagne faalde.
In 2015 werd Friedrich aangeworven door Mercy For Animals als mede-oprichter van The Good Food Institute (GFI) met als doel het voedselsysteem te transformeren door prijs- en smaakconcurrerende alternatieven voor dierlijke producten te promoten. Als erkenning voor zijn werk bij GFI werd Friedrich in 2021 door het tijdschrift Eating Well uitgeroepen tot "American Food Hero".
Friedrich is mede-oprichter van New Crop Capital; een durfkapitaalbedrijf voor de financiering van de ontwikkeling van alternatieve eiwitten.
Friedrich is een TED-fellow. In 2019 gaf hij een TED Talk die sindsdien meer dan 2,3 miljoen keer is bekeken, met het argument dat plantaardige en gekweekte alternatieven het potentieel hebben om de wereldwijde vleesindustrie te transformeren, klimaatverandering te verminderen, en pandemieën door antibioticaresistente ziekteverwekkers te voorkomen.

## Filantropie
Als pleitbezorger van het effectief altruïsme is Friedrich is lid van Giving What We Can, een gemeenschap van mensen die hebben toegezegd een deel van hun inkomen te schenken aan effectieve liefdadigheidsinstellingen.

## Bron
- Dit artikel of een eerdere versie ervan is een (gedeeltelijke) vertaling van het artikel Bruce Friedrich op de Engelstalige Wikipedia, dat onder de licentie Creative Commons Naamsvermelding/Gelijk delen valt. Zie de bewerkingsgeschiedenis aldaar.